# Drac
Pour les articles homonymes, voir Drac (homonymie).
Pour les articles ayant des titres homophones, voir DRAC et Drack.
Le Drac est un affluent de rive gauche de l'Isère, donc un sous-affluent du Rhône, situé dans le Sud-Est de la France, dans les deux régions Provence-Alpes-Côte d'Azur et Auvergne-Rhône-Alpes. Il prend sa source dans la vallée du Champsaur (dans le parc national des Écrins) dans le département des Hautes-Alpes. Il se jette dans l'Isère en aval de Grenoble dans le département de l'Isère, après une traversée de 130 km au creux des vallées alpines.

## Hydronymie
Le nom de la rivière est attesté sous les formes Dracum (v. 1100), Dravus (1289), la ribière dou Drau (1545).
Le nom Drac dérive du latin dracum[Quoi ?], « dragon ». Dans nombre de légendes le drac est un génie des eaux malfaisant, voire une forme du diable, qui attire les gens pour les noyer : 
« Le Drac du Rhône était un monstre ailé et amphibie qui portait sur le corps d'un reptile les épaules et la tête d'un beau jeune homme. Il habitait le fond du fleuve où il tâchait d'attirer, pour les dévorer, les imprudents gagnés par la douceur de sa voix ».
En réalité, il s'agirait plutôt d'un nom d'origine prélatine basé sur la racine hydronymique dur-, dora, présente dans les hydronymes Drave, Doire, Dranse, Durance, Drôme.
La forme occitane Drau est sans doute due à une attraction par le mot occitan dra(c), signifiant « lutin ».

## Hydrographie
Le Drac naît dans le Champsaur de la réunion du Drac Blanc (vallée de Champoléon) et du Drac Noir (vallée d'Orcières dans le massif du Mourre Froid). Il se jette dans l'Isère en aval de Grenoble. Selon le Sandre, le Drac Noir est la branche-mère du Drac, et l'ensemble « Drac Noir - Drac » est long de 130 kilomètres pour un bassin versant de 3 626 km2[réf. nécessaire].
Le cours du Drac est naturellement divisé en trois parties distinctes :
- De sa source, ou plutôt ses sources, jusqu'à sa sortie du Champsaur, le Drac est un torrent qui charrie de grosses quantités de matériaux et dont le cours, dans une vallée assez large et au fond plat (vallée en U d'origine glaciaire) est volontiers changeant avec les saisons et d'une année sur l'autre. Bien que d'un débit irrégulier, il a historiquement alimenté de nombreux canaux d'irrigation, dont seul subsiste le canal de Gap.
- Entre le Trièves et la Matheysine, le Drac s'enfonce dans de profondes gorges, parfois inaccessibles, quasiment inhabitées, et seulement franchies par le pont du Sautet à l'entrée des gorges, le pont de Ponsonnas 10 kilomètres plus bas, puis, fait rare en France, aucun autre sur les 30 kilomètres suivants. Ces gorges ont été équipées de quatre barrages hydroélectriques formant autant de retenues :

### Les barrages
- - barrage et lac du Sautet, au confluent du Drac et de la Souloise
  - barrage de Saint-Pierre-Cognet,
  - barrage et lac de Monteynard-Avignonet, incluant le confluent avec l'Ébron, et dont le plan d'eau de plus de 10 kilomètres de long est propice aux activités nautiques
  - barrage et lac de Notre-Dame-de-Commiers au débouché de la rivière dans la plaine au sud de Grenoble.

#### Le drame du Drac
Le 4 décembre 1995, une classe de CE1 de l'Externat Notre-Dame, une école privée de Grenoble, fait une sortie scolaire à Saint-Georges-de-Commiers pour observer l'habitat des castors au bord du Drac quand elle est surprise par la rapide montée des eaux, à la suite d'un lâcher d'eau pratiqué par EDF. Les enfants sont emportés, six trouvent la mort, ainsi que l'accompagnatrice du groupe. L'institutrice ainsi que seize enfants sont sauvés. L'émotion provoquée par l'accident et le procès qui a suivi ont contribué à redéfinir la règlementation des sorties scolaires,,.
- Dans sa partie inférieure, le Drac, bientôt rejoint par la Romanche et la Gresse, reprend son cours torrentueux. Mais les collectivités riveraines ont dompté le « dragon ». Historiquement, le Drac pénétrait la ville de Grenoble par deux bras : le Verdaret à l'est, et le Draquet à l'ouest. Ses derniers kilomètres ont fait l'objet d'un endiguement rectiligne au cours des XVIIe et XVIIIe siècles afin de repousser sa confluence avec l'Isère et protéger la ville de Grenoble[11].

## Principaux affluents
- La Séveraisse (rd[note 1]), 32,9 km, du massif des Écrins, par le Valgaudemar, à Saint-Firmin.
- La Souloise (rg), 25,6 km, du massif du Dévoluy au lac du Sautet.
- La Bonne (rd), 40,1 km, du massif des Écrins par le Valbonnais, au sud de La Mure.
- L'Ébron (rg), 32,1 km, du Trièves, dans le lac de Monteynard-Avignonet.
- La Romanche (rd), 78,4 km, du massif des Écrins à Champ-sur-Drac.
- La Gresse (rg), 34,6 km, du Grand Veymont à Varces.

Différentes vues du Drac
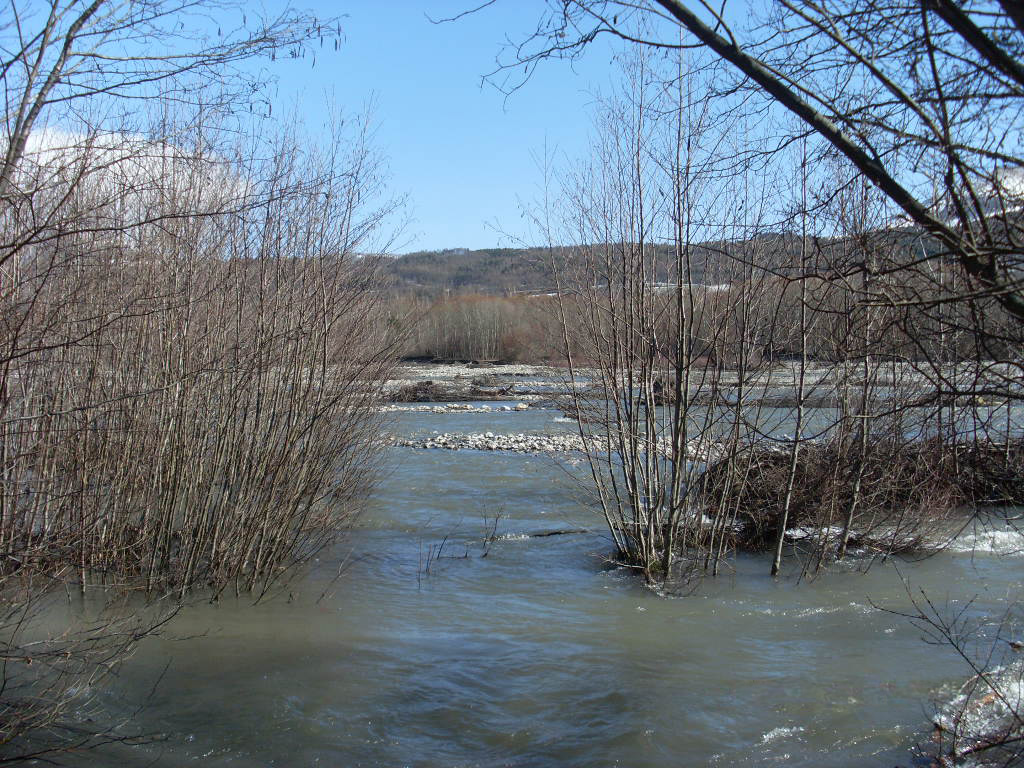
Le Drac au niveau de la drague du Champsaur (hiver 2008).
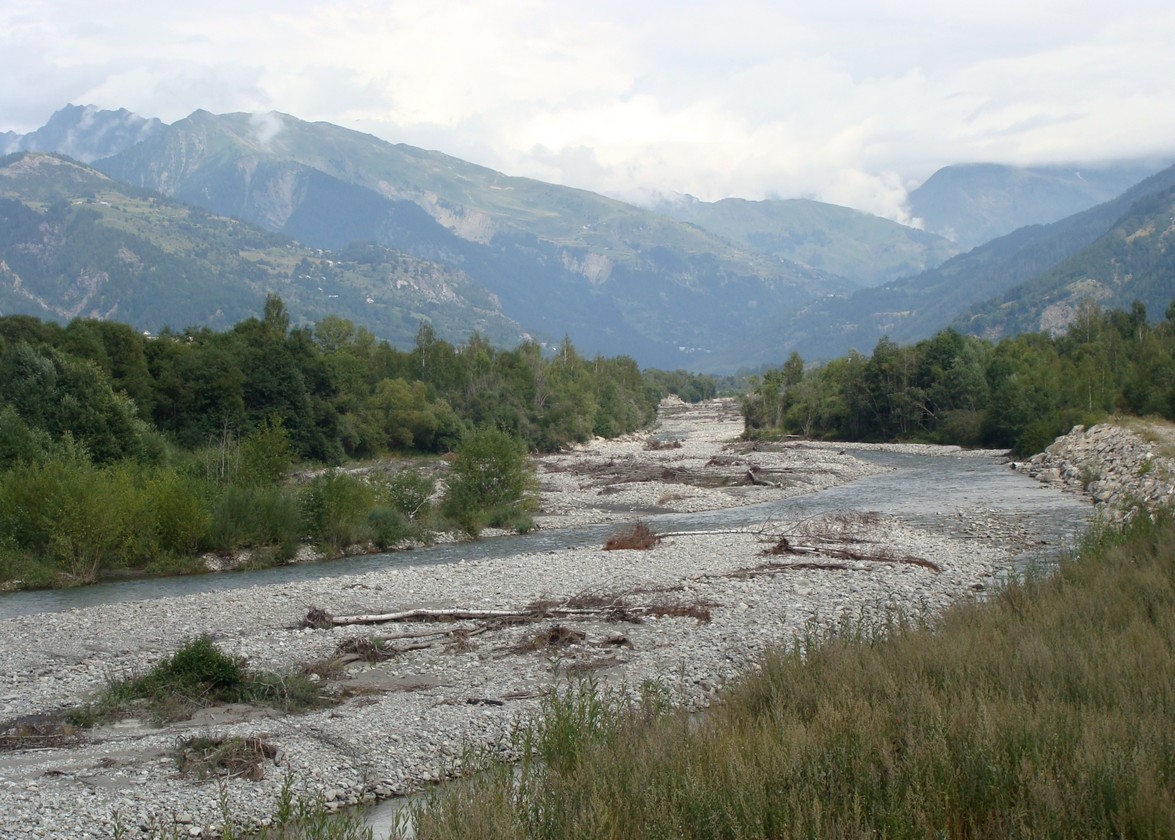
Le Drac dans la plaine de Chabottes.
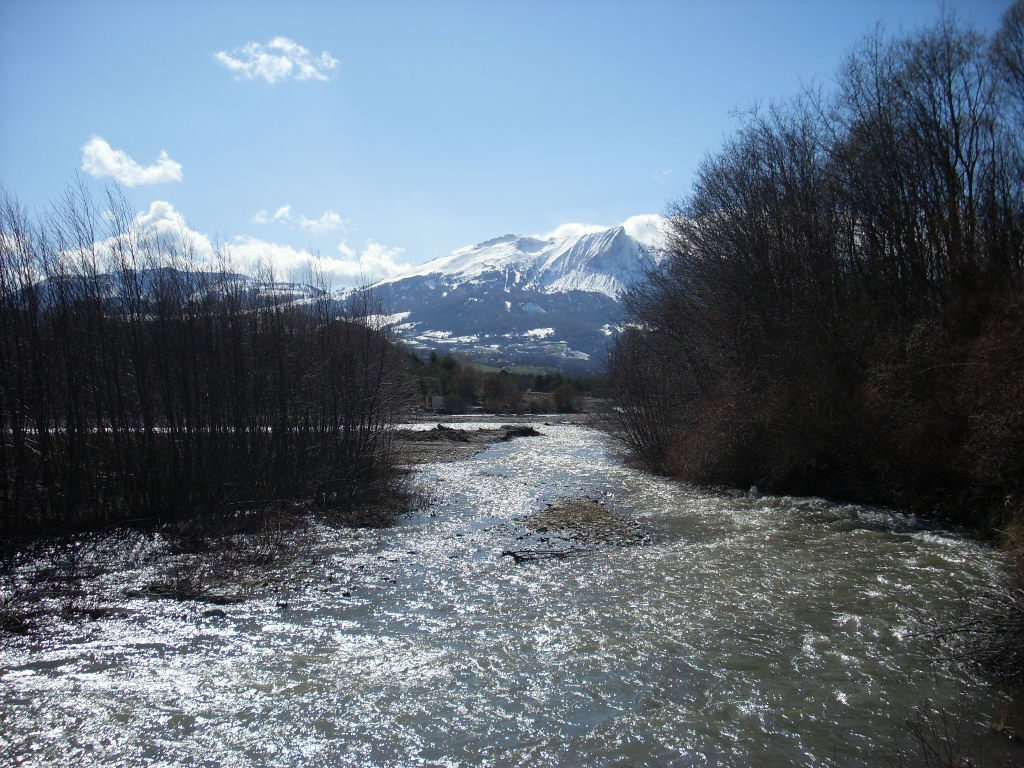
Le Drac et le pic de l'Aiguille.
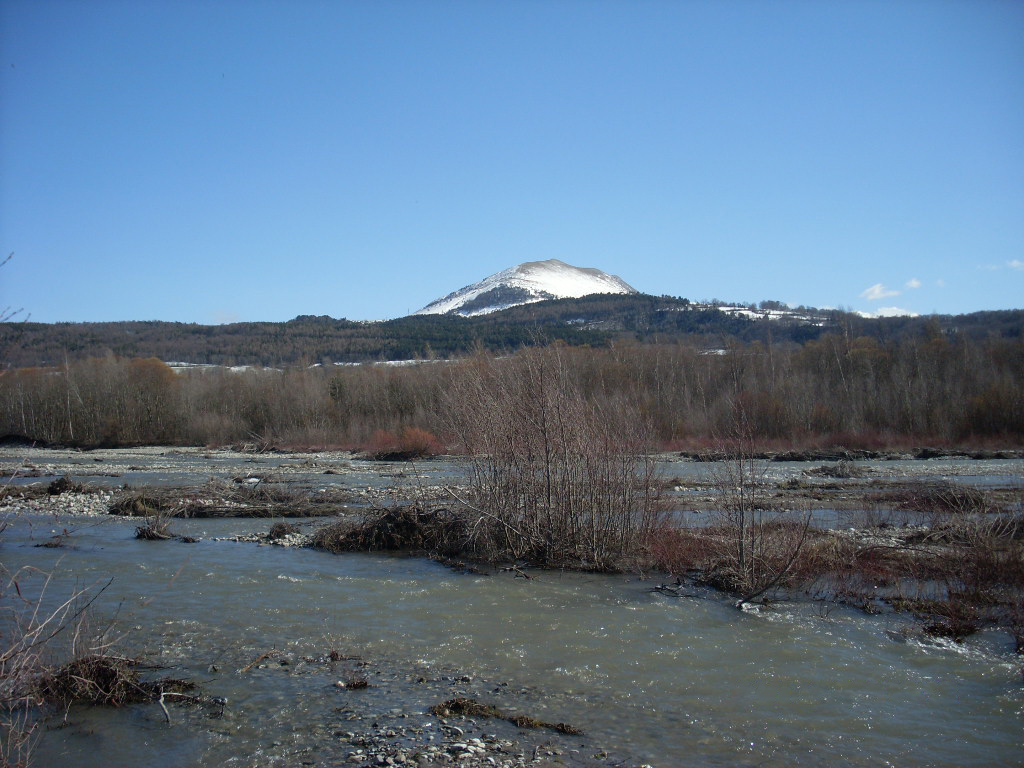
Le Drac et le puy de Manse (avril 2008).
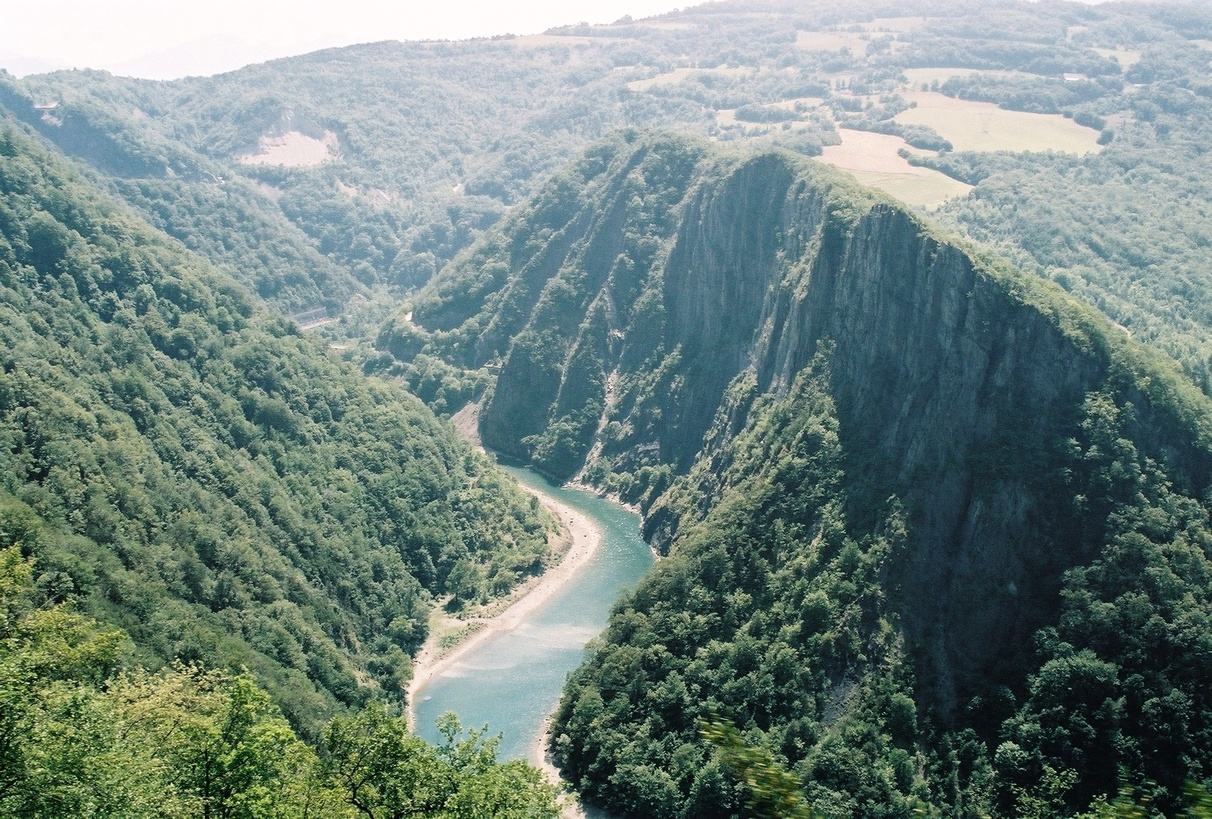
Les gorges du Drac.
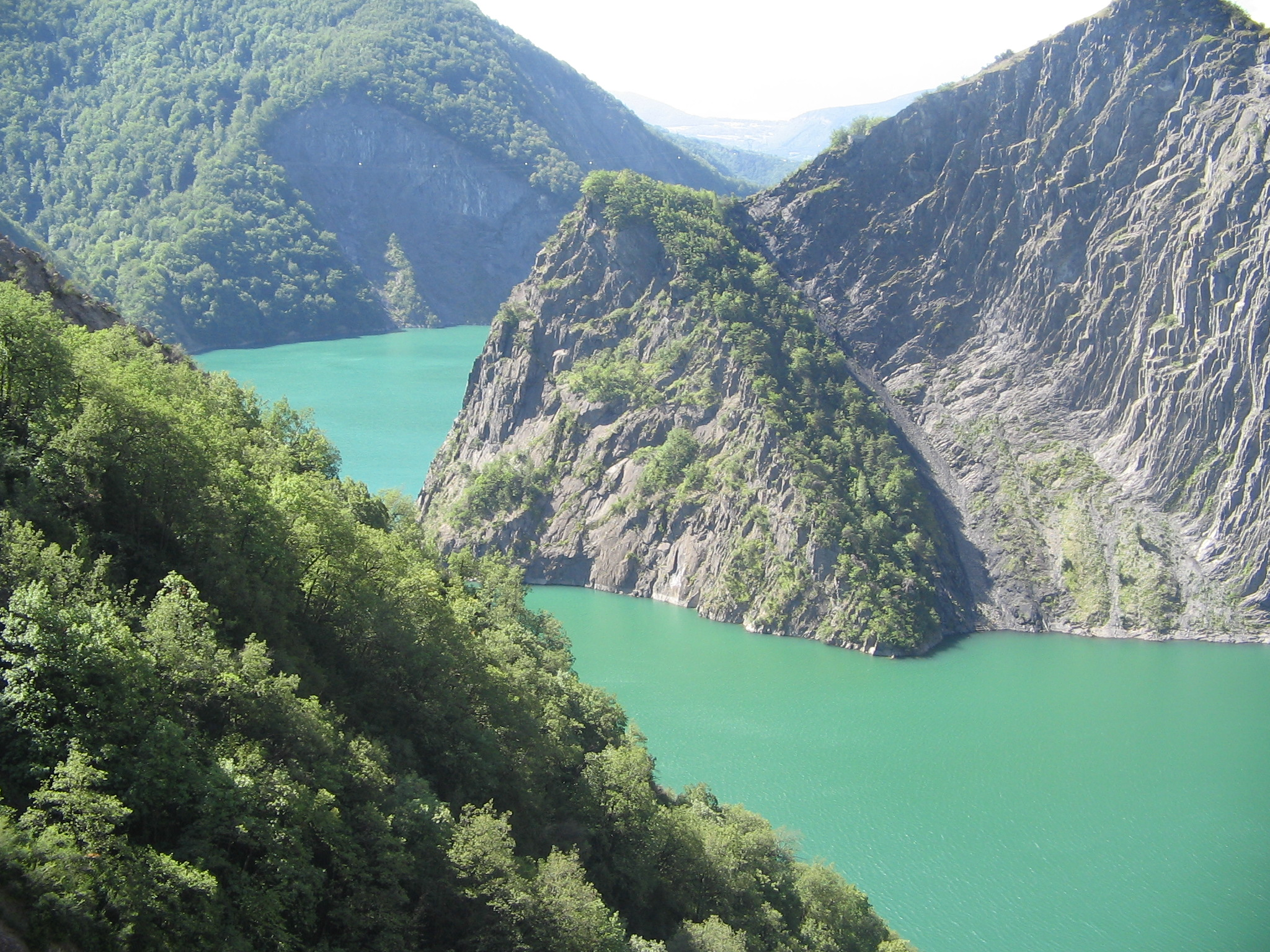
Le lac de Monteynard-Avignonet.
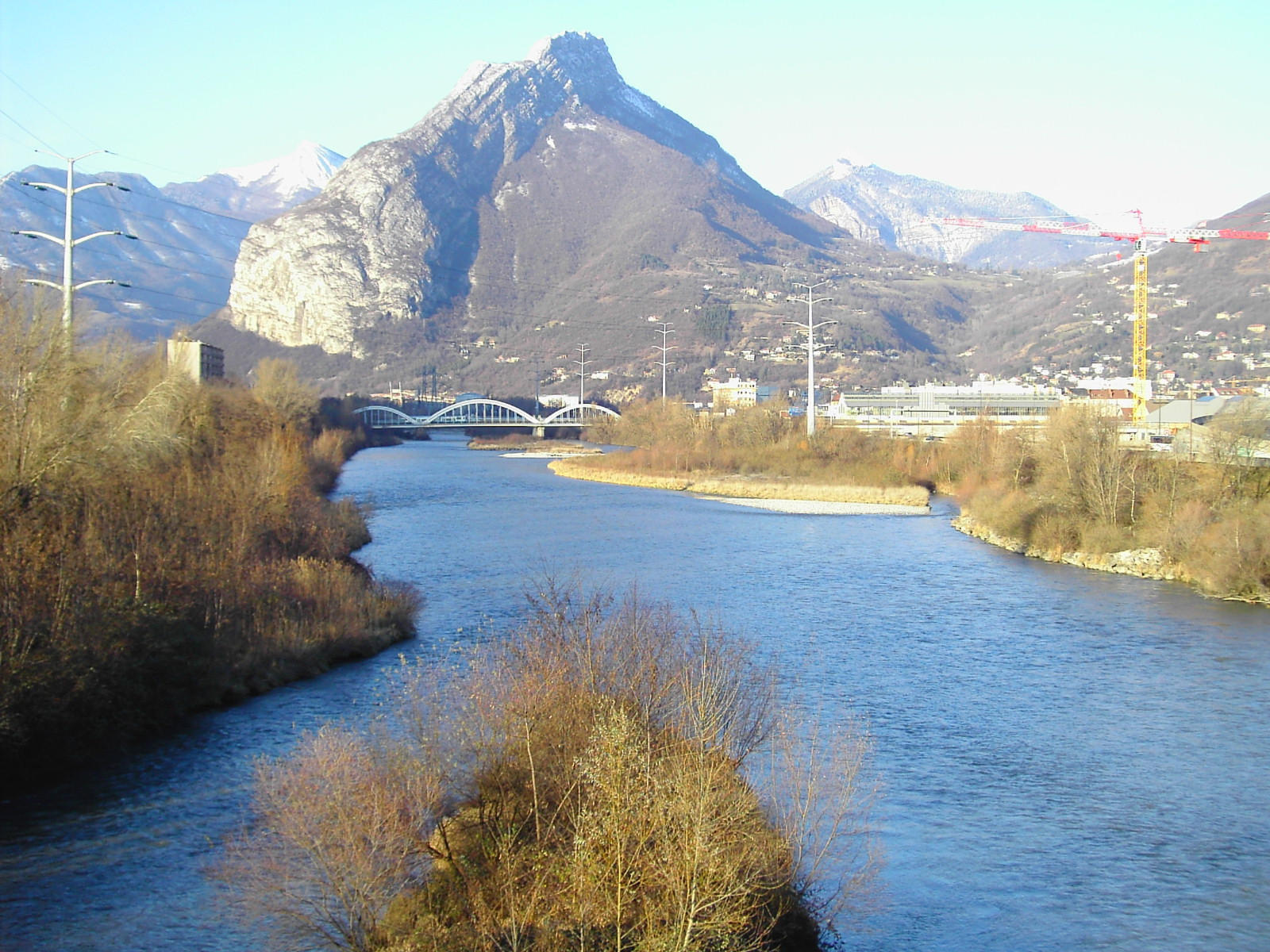
Le Drac à Grenoble.

## Hydrologie

### Le Drac à Fontaine
Le module du Drac est observé à Fontaine, à 207 m d'altitude pour une surface de la totalité du bassin versant, soit 3 626 km2. Calculé depuis le 1er mars 1983 il se monte à 99,3 m3/s.
La rivière présente des fluctuations saisonnières de débit typiques d'un régime à la fois nival et pluvial, avec des hautes eaux de printemps-été dues à la fonte des neiges et portant le débit mensuel moyen au niveau de 124 à 160 m3/s de mai à juillet inclus (avec un maximum en mai-juin), suivies d'une baisse rapide aboutissant à un court étiage de fin d'été en septembre, avec baisse du débit moyen mensuel à 72,4 m3/s. Dès octobre le débit remonte, mais légèrement, sous l'effet des pluies d'automne, puis retombe dès novembre vers un deuxième étiage d'hiver en janvier-février.

### Étiage ou basses eaux
Aux étiages, le VCN3 peut chuter jusque 10,3 m3/s, en cas de période décennale sèche.

### Crues
D'autre part les crues peuvent être fort importantes en cas de dégel rapide ou de pluies torrentielles. En effet, le QIX 2 et le QIX 5 valent respectivement 300 et 380 m3/s. Le QIX 10 est de 440 m3/s. Quant aux QIX 20 et QIX 50 ils se montent à 490 et 560 m3/s.
Le débit instantané maximal enregistré a été de 833 m3/s le 1er octobre 1993, tandis que la valeur journalière maximale observée était de 644 m3/s, le 9 du même mois.

### Lame d'eau et débit spécifique
La lame d'eau écoulée dans le bassin du Drac est de 883 millimètres annuellement, ce qui est élevé, très supérieur à la moyenne d'ensemble de la France, mais également nettement supérieur à celle de l'ensemble du bassin versant du Rhône (670 millimètres/an à Valence pour une superficie de bassin de 66 450 km2). Le débit spécifique (ou Qsp) se monte à 28,0 litres par seconde et par kilomètre carré de bassin.

### Le Drac dans la vallée duChampsaur
Le régime hydraulique du Drac a un caractère nivo–pluvial marqué (étiage marqué d’hiver et estival dans les basses vallées).
Les débits d’étiage sont influencés également par les nombreux prélèvements agricoles et les échanges avec les nappes alluviales (succession de pertes et de résurgences).
Les débits du Drac sont influencés par les dérivations du canal de Gap qui transfère l'eau vers le bassin de la Durance, causant parfois un assèchement du lit du Drac dans la plaine des Ricoux.
Crues de fonte de neige au printemps, plus irrégulières à l’automne.

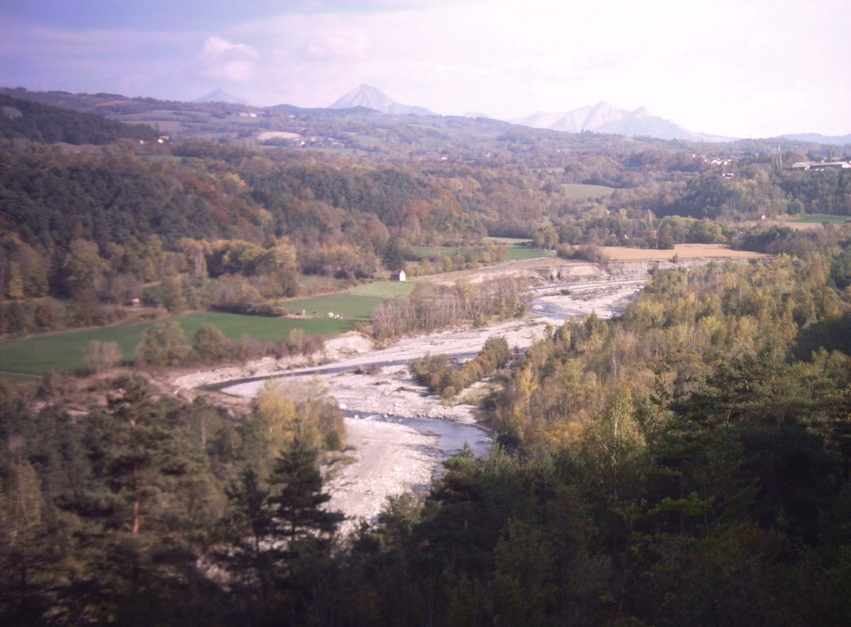
Le Drac en aval de Saint-Bonnet en Champsaur.

La qualité des eaux est variable selon le tronçon considéré:
- 1A sur le Drac amont (1B à l’aval d’Orcières),
- 1B-2 de Chabottes à Chauffayer
- retour à la normale en aval du Glaizil.

Le cours du Drac possède une grande diversité de milieux et de paysages, des gravières aux ripisylves multiples. On y trouve des espèces végétales inscrite sur liste rouge nationale (espèces rares d'Adonis, sur la rive gauche) ainsi qu'une faune riche : oiseaux migrateurs et nicheurs, batraciens, mammifères avec présence d'espèces protégées.
C'est un cours d'eau de première catégorie piscicole-population salmonicole : 90 % de truites fario accompagnées de chabots et de loches de blageons (sur le cours aval). Le Drac est de ce fait particulièrement prisé par les pêcheurs, surtout à la mouche.

## Gestion et aménagement du Drac

### Le Drac amont
La gestion et l'aménagement du bassin du Drac en amont du lac du Sautet sont régis par le Schéma d'aménagement et de gestion des eaux (SAGE) du Drac amont. Ce SAGE a été créé par arrêté interpréfectoral du 26 janvier 2006, sur proposition de la Commission locale de l’eau du Drac amont, regroupant des représentants de l'État, des collectivités locales concernées et des usagers, puis modifié en fonction de la Loi sur l'eau et les milieux aquatiques (LEMA) du 31 janvier 2006. Le champ d'application du SAGE est l'ensemble du bassin versant du Drac en amont du barrage du Sautet, soit la totalité du Champsaur, du Valgaudemar, et du Dévoluy au nord du col du Festre, soit 1 069 km2, incluant 36 communes dont 29 dans les Hautes-Alpes et 7 dans l'Isère,
Sa mise en œuvre a été confiée à la Communauté locale de l’eau du Drac amont (CLEDA), syndicat mixte constitué des Communautés de communes du Champsaur-Valgaudemar, du Buëch-Dévoluy et de la Matheysine, et de la Communauté d'agglomération Gap-Tallard-Durance. Son siège est à Saint-Bonnet-en-Champsaur,.
La CLEDA a notamment pour objet de « promouvoir une gestion globale concertée et planifiée du réseau hydrographique du Drac et des milieux aquatiques qui lui sont associés », « de réaliser ou de faire réaliser toutes les études ou toutes les actions prévues par le SAGE et le Contrat de rivière » et « de réaliser l’exécution et l’exploitation des travaux, actions, ouvrages ou installations pour assurer le fonctionnement équilibré du transport solide et de la ripisylve ».
La restauration du lit du Drac amont
Dans le cadre du SAGE Drac amont, la CLEDA a été chargée de proposer une réponse à la dégradation du cours du Drac dans le moyen Champsaur. Depuis les années 1960 le Drac s'est enfoncé de 6 mètres sur une portion de son cours allant du plan d'eau du Champsaur au pont de Saint-Bonnet, en resserrant son lit et en creusant dans les couches d'argiles, ce qui compromettait la stabilité des ripisylves et la vie piscicole. La CLEDA a réalisé avec l'École polytechnique de Turin un projet de restauration du lit principal par enrochement, portant la largeur du lit principal de 30 à 80 mètres : le Programme européen transfrontalier Pellidrac.

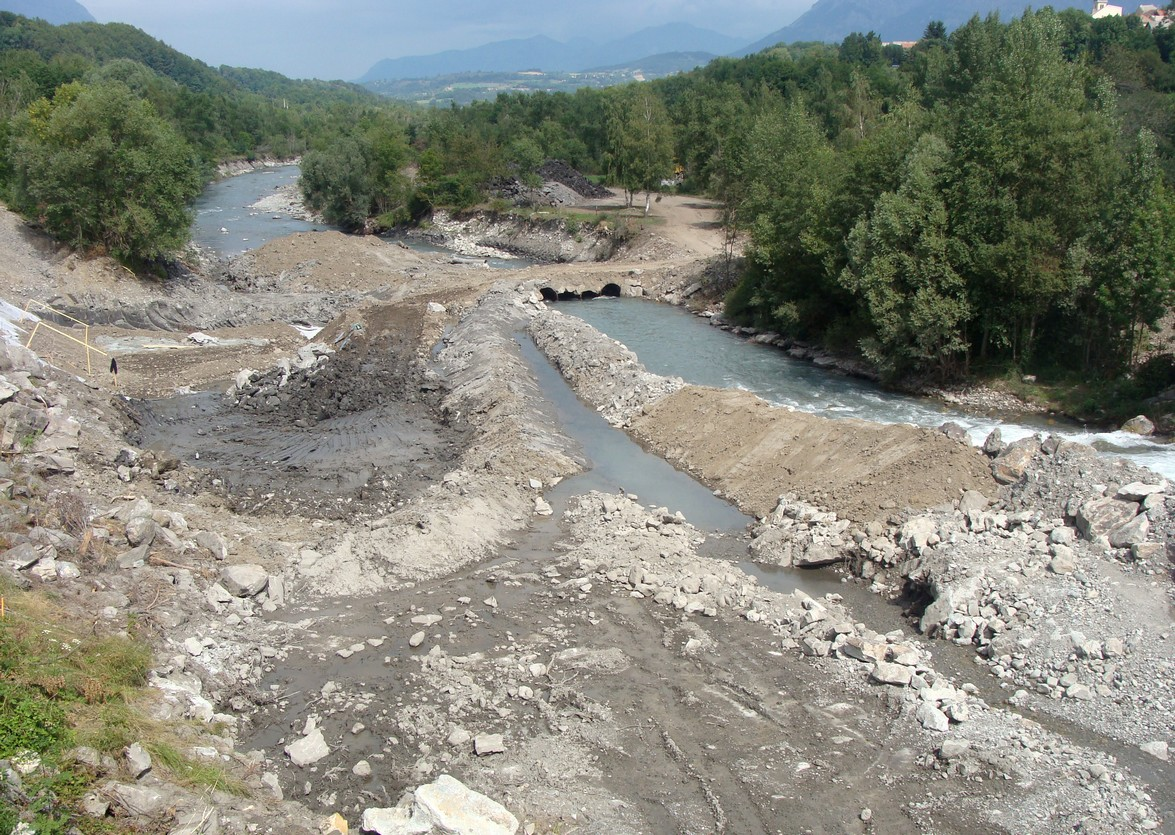
Les travaux d'aménagement du seuil des Barraques (août 2013).

L'opération, d'un coût de 4,5 millions d'euros, cofinancée par la communauté de communes du Champsaur, le département des Hautes-Alpes, la Région Provence-Alpes-Côte d'Azur, l'Agence de l'eau Rhône-Méditerranée-Corse et l'Union européenne, a été réalisée au cours de l'année 2013, nécessitant l'apport de 450 000 m3 de roches graveleuses sur les 3,5 kilomètres du chantier. C'est à ce jour le plus grand programme de recharge sédimentaire réalisé en France. L'opération a été complétée en aval par l'aménagement des deux seuils naturels du moulin de Saint-Bonnet et des Barraques, avec aménagement de passes à poissons et de couloirs à kayaks,,.

### Le Drac moyen
La première grande chute sur le Drac fut aménagée par la Société grenobloise de force et lumière à partir d'une retenue d'eau artificielle sur le Drac à la hauteur de Monteynard, sur autorisation du Préfet de l’Isère en date du 24 juillet 1897. Elle alimentait une centrale d'une puissance de 7,4 MW pour l’alimentation de Grenoble et de Moirans, suivie quelques années plus tard en 1908 par un deuxième groupe à courant continu de 1,1 MW pour l’alimentation du chemin de fer de la Mure, une des toutes premières voies ferrées électrifiées en France.
Il faudra cependant attendre 1930 pour que le parcours de ce torrent soit considéré sous un angle industriel, les gorges profondes qu’il traverse offrant un site favorable à l’implantation en cascade de 4 grands barrages et de leurs aménagements hydroélectriques.

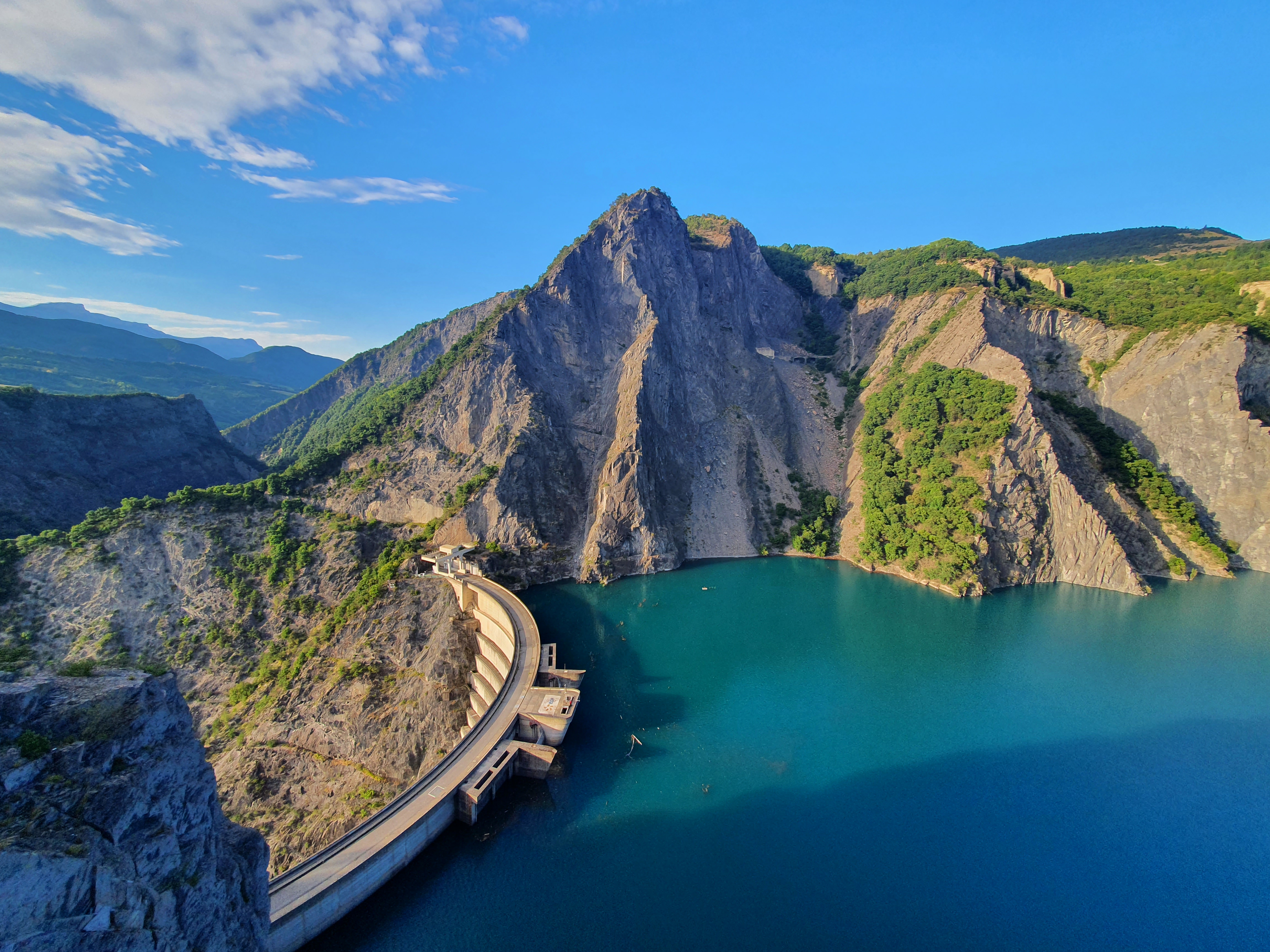
Le barrage de Monteynard-Avignonet.

L’équipement des gorges du Drac, commencé avec la construction du barrage du Sautet en 1935, est suivi des réalisations successives des chutes de Cordéac en 1946 et de Saint-Pierre-Cognet en 1957. Le barrage de Monteynard-Avignonet actuel est mis en service en 1962. Sa mise en eau a noyé le village de Savel et le hameau de la Salette (commune de Treffort). À sa construction, le barrage de Monteynard-Avignonet était le deuxième plus grand barrage artificiel de France, après celui de Serre-Ponçon. Il reste l'un des plus importants barrages hydroélectriques français, avec une puissance nominale de 360 MW.
L'aménagement hydraulique du Drac a été complété à l’aval du barrage de Monteynard-Avignonet par celui de Notre-Dame-de-Commiers et les centrales de Saint-Georges-de-Commiers et Champ-II.
L'ensemble représente une puissance cumulée, sur l’ensemble de la vallée, de 700 MW, produisant chaque année 1 800 GWh, soit l’équivalent de la consommation d’une ville comme Lyon.

### Le Drac aval
Jusqu'en 2018, l'Association départementale Isère Drac Romanche, regroupant les délégués du Conseil général de l’Isère, des 68 communes et 14 associations syndicales de propriétaires comprises dans le périmètre protégé, était chargée de l’entretien du système de protection contre le risque d’inondation dans les plaines de l’Isère, du Drac et de la Romanche. Elle a notamment réalisé en 2009 une opération de sécurisation de la digue du Drac.
Le Schéma d'aménagement et de gestion des eaux (SAGE) Drac Romanche a été validé par la préfecture de l'Isère en août 2010. Il inclut depuis mai 2018 un contrat de rivière Drac. La Commission locale de l'eau (CLE) du SAGE est chargée d'une une étude sur l’opportunité d’utiliser les barrages hydroélectriques du Drac pour la gestion du risque inondation. Une réserve naturelle régionale (la RNR des Isles du Drac) a également été créée pour la mise en œuvre du SAGE.
L'Association syndicale Drac Isère, membre de l'Association départementale Isère Drac Romanche, a été dissoute le 1er janvier 2018.
Au 1er janvier 2019, l'AD Isère Drac Romanche a cédé la place au Syndicat mixte des bassins hydrauliques de l'Isère (Symbhi). qui associe le département de l’Isère, Grenoble-Alpes Métropole et les huit autres intercommunalités du Sud Isère. Le Symbhi a développé deux projets concernant respectivement l'Isère et la Romanche. Concernant le Drac, le Symbhi a entrepris en 2018 une démarche en vue d'un Programme d’Actions et de Prévention des Inondations (PAPI). Le futur PAPI Drac concernera 17 communes, entre l’aval du barrage de Notre-Dame-de-Commiers et la confluence avec l’Isère.

## Tourisme

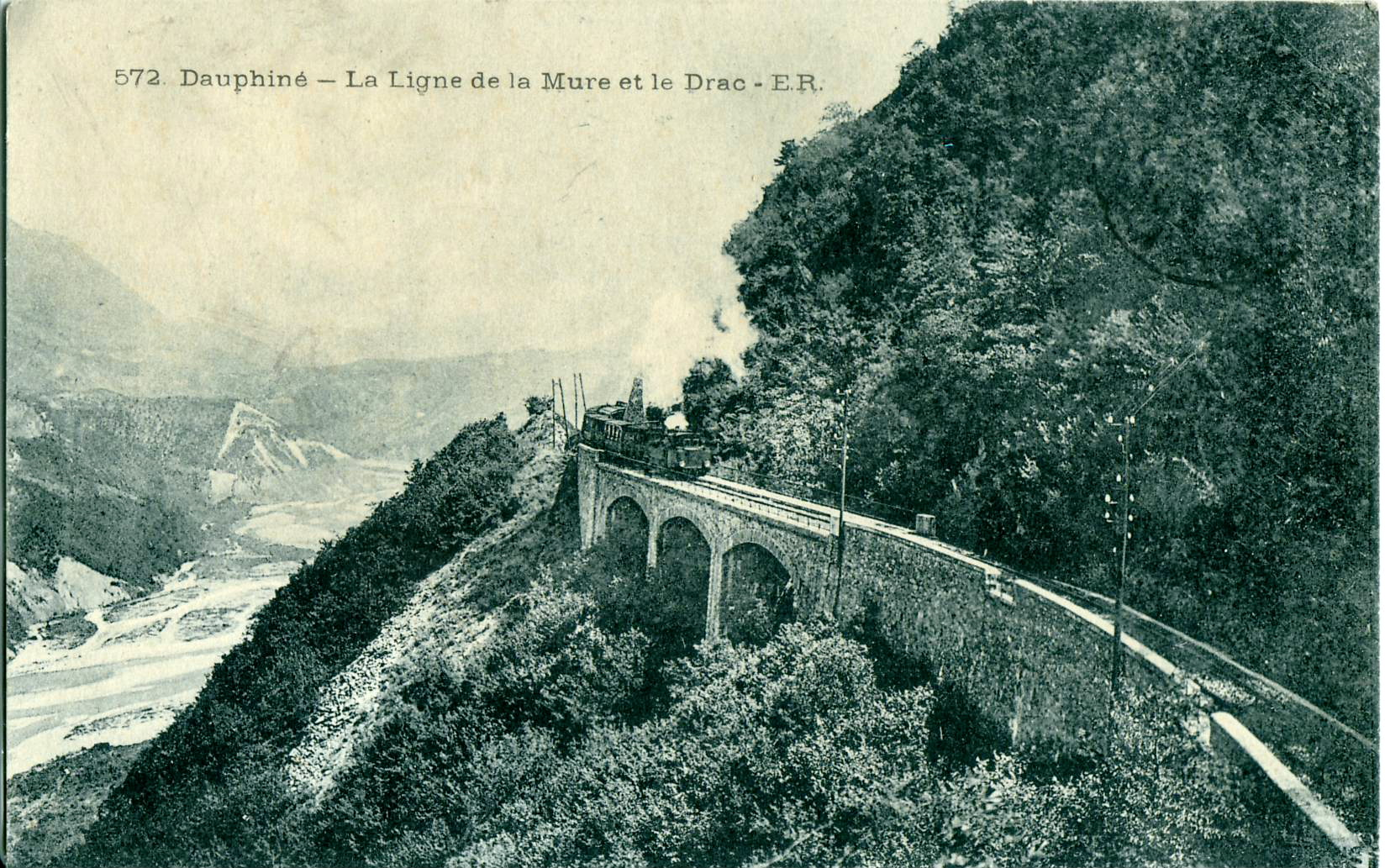
Le chemin de fer de la Mure, au tout début du XX.

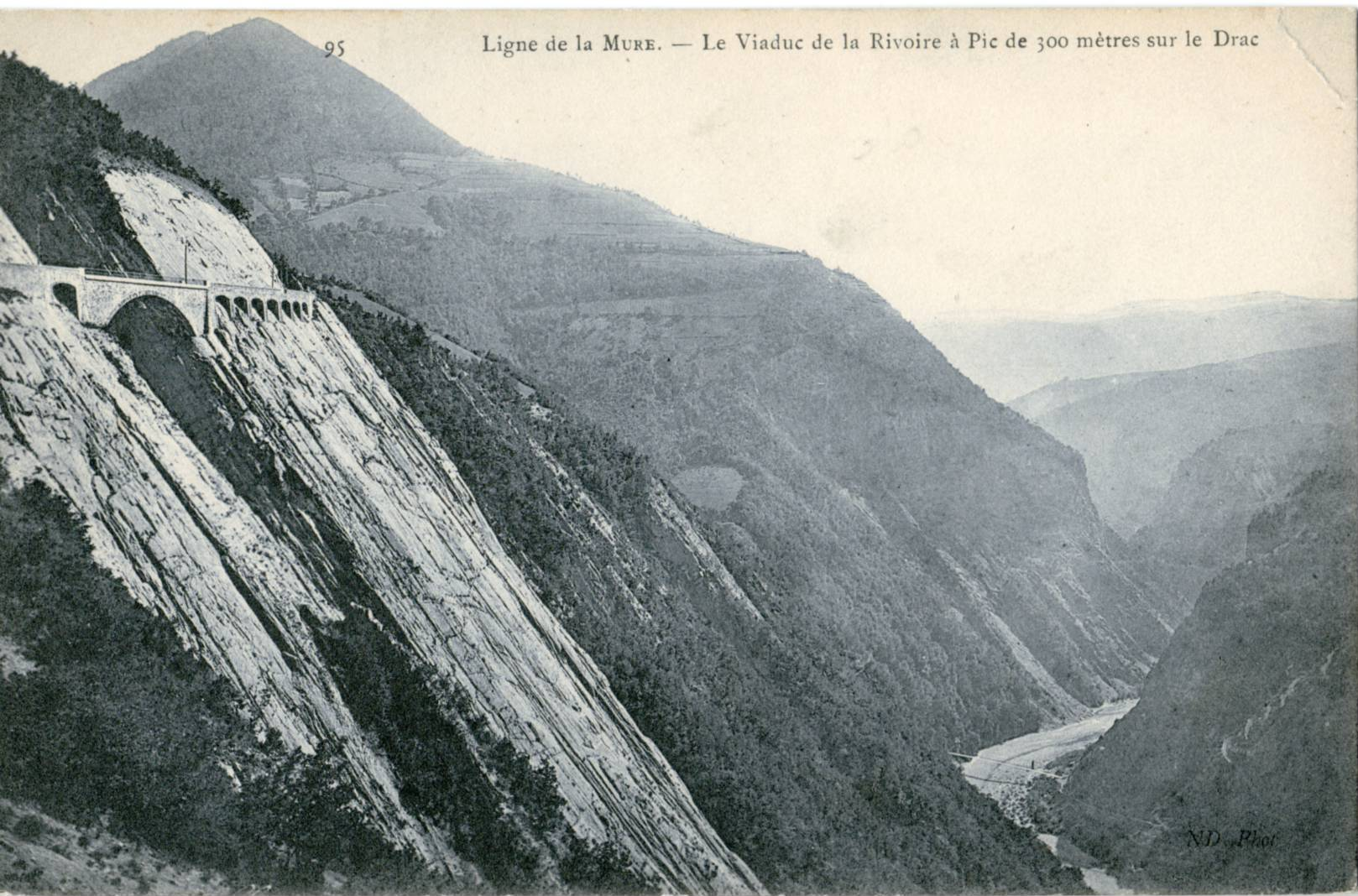
Les gorges du Drac et le viaduc de la Rivoire, à la même époque.

- Un plan d'eau est aménagé an aval d'Orcières (Lac de la base de loisirs d'Orcières-Merlette), et un autre en amont de Saint-Bonnet sur la rive droite.
- Du pont de Saint-Bonnet au pont de la Guinguette, sur 10 kilomètres, le Drac est praticable en canoë-kayak. Des descentes et des compétitions y sont organisées.
- Un village-vacances est installé au bord du Drac au pied de Corps.
- La corniche du Beaumont (RN 85 entre Corps et la Mure) offre une vue constante sur les hautes gorges du Drac surmontées par l'Obiou et le Mont Aiguille.
- Le pont de Ponsonnas, au pied de la Mure, équipé pour le saut à l'élastique. Avec ses 103 mètres de chute, c'est le 3e plus important de France.
- De la Mure à la Motte-Saint-Martin, une route touristique à flanc de montagne (départementale 116) domine la retenue de Monteynard-Avignonet ; on la nomme la « corniche du Drac » (rive droite).
- Des promenades en bateau sur le lac de Monteynard-Avignonet sont organisées en été à partir de Mayres-Savel (rive droite, près de la Mure) et de Treffort (rive gauche, près de Monestier-de-Clermont)
- Depuis le chemin de fer de la Mure, on a une vue unique sur les basses gorges du Drac et les retenues de Monteynard-Avignonet et de Notre-Dame-de-Commiers.